# Victor Mangwele
Victor Mangwele (15 december 1930) is een Congolese voormalige atleet, die gespecialiseerd was in het speerwerpen. Hij veroverde twee Belgische titels.

## Biografie
Mangwele, afkomstig uit Belgisch-Congo verbeterde in 1953 het Belgisch record speerwerpen van zijn landgenoot Jean Masi-Masi naar 64,33 m. Twee jaar later verbeterde hij het tot 65,84 m. In 1955 en 1956 veroverde hij de Belgische titel in het speerwerpen. Hij was aangesloten bij CAM Leopoldstad.

## Belgische kampioenschappen
| Onderdeel   | Jaar       |
| ----------- | ---------- |
| speerwerpen | 1955, 1956 |

## Persoonlijk record
| Onderdeel   | Prestatie | Datum          | Plaats      |
| ----------- | --------- | -------------- | ----------- |
| speerwerpen | 65,84 m   | 2 oktober 1955 | Leopoldstad |

## Palmares
speerwerpen
- 1955:  BK AC – 62,09 m
- 1956:  BK AC – 65,38 m